# RAL
RAL é um sistema de definição de cores desenvolvido originalmente em 1927 na Alemanha a partir de uma tabela de 40 tonalidades.

## Histórico
Em 1927 o Reichsausschuß für Lieferbedingungen und Gütesicherung, uma comissão alemã para definição de normas técnicas criou uma coleção de 40 tons denominado RAL 840 a fim de padronizar a descrição de cores na indústria.
Em 1930 o sistema foi revisado e recebeu o nome RAL 840 R. Novamente foi revisado em 1961 em função da adição de novas tonalidades ao conjunto, recebeu o nome RAL 840 HR
Atualmente, o termo RAL designa uma ampla linha de produtos destinados ao controle de reprodução de cores na indústria, artes gráficas e sistemas digitais.